# Hubertus von Hohenlohe
Hubertus Rudolph von Fürstenberg-von Hohenlohe-Langenburg (Città del Messico, 2 febbraio 1959) è uno sciatore alpino, dirigente sportivo, cantante, fotografo e attore messicano.
Ha partecipato a sei edizioni dei Giochi olimpici invernali (dove è stato per tre volte portabandiera durante la cerimonia di apertura) e a quindici Campionati mondiali.
Fino al 1984 ha gareggiato come Hubertus von Fürstenberg e come artista ha utilizzato anche gli pseudonimi Andy Himalaya, Hubertus Hohenlohe e You Know Who.

## Biografia

### Famiglia
Hubertus è figlio del nobile spagnolo Alfonso di Hohenlohe-Langenburg e della principessa italiana Ira von Fürstenberg, tramite la quale è imparentato con la famiglia Agnelli. Nato in Messico, vive perlopiù tra Marbella, Vienna e il Liechtenstein. Era fratello di Christoph di Hohenlohe-Langenburg (1956-2006) ed è fratellastro di Désirée di Hohenlohe-Langenburg e Arriana Theresa Maria di Hohenlohe-Langenburg, nate dalle successive relazioni del padre.

### Carriera sciistica
Dopo aver invano tentato di qualificarsi per la Nazionale di sci alpino dell'Austria, Hohenlohe ha fondato la Federazione sciistica del Messico, divenendone presidente e ottenendo così di poter gareggiare per il Messico. Dal 1982 al 2014 ha partecipato, in rappresentanza del Messico (poiché ogni nazione può iscrivere un rappresentante anche se non ha i punti FIS necessari) a sei edizioni dei Giochi olimpici invernali (dove è stato per tre volte portabandiera durante la cerimonia di apertura) e a quindici dei Mondiali; il suo miglior piazzamento olimpico è stato il 26º posto in slalom speciale a Sarajevo 1984.

#### Stagioni 1982-2010

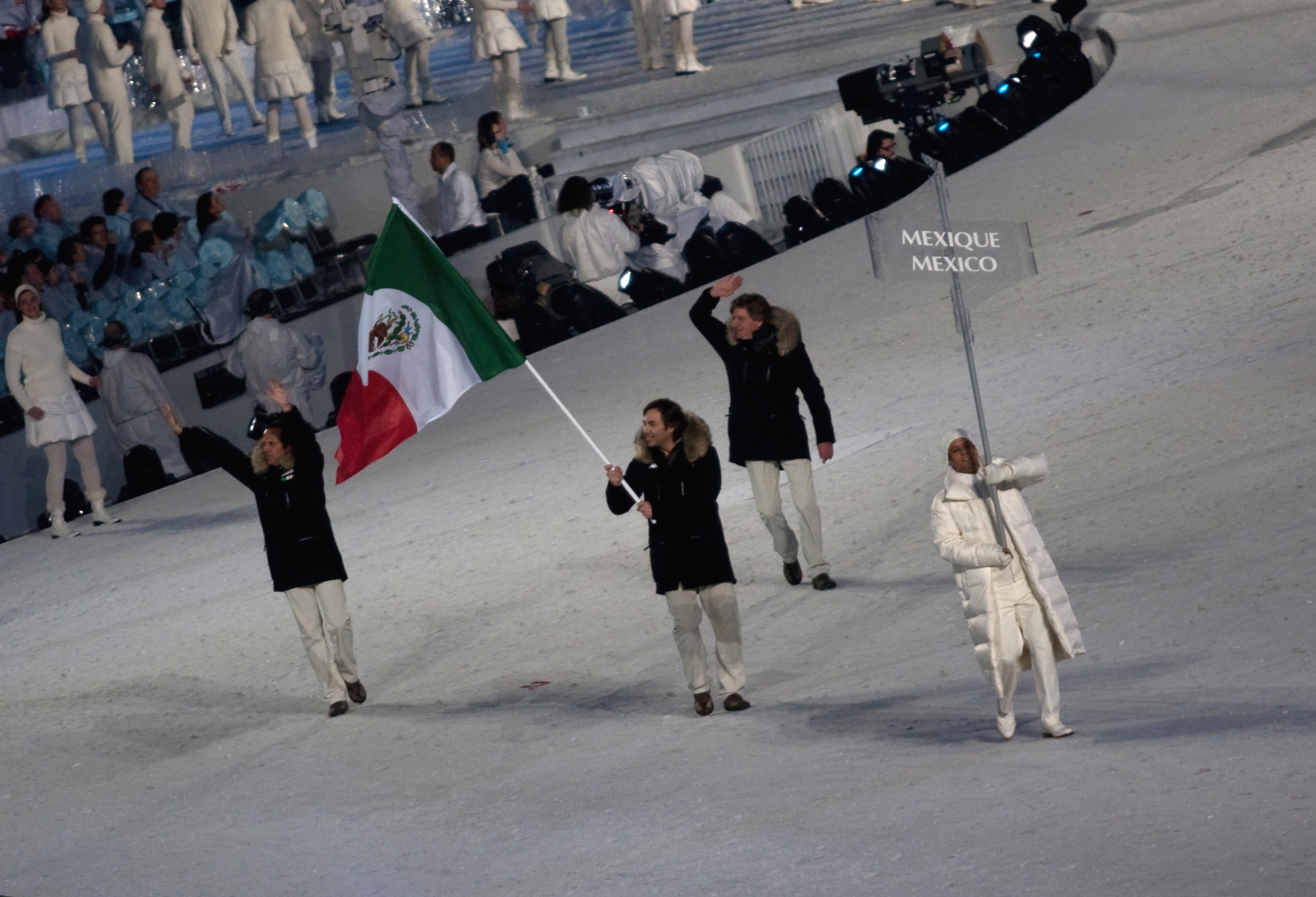
Hubertus von Hohenlohe alla cerimonia di apertura dei XXI Giochi olimpici invernali di

In Coppa del Mondo ha ottenuto i primi punti l'8 dicembre 1981 nella combinata di Aprica, chiudendo 13º, e ha ottenuto come miglior risultato il 5º posto, sempre in combinata, a Madonna di Campiglio il 13 dicembre dello stesso anno, nella gara vinta dallo statunitense Phil Mahre.
Hohenlohe non è stato ammesso dal CIO  ai Giochi olimpici invernali di Salt Lake City 2002 e Torino 2006, nel primo caso perché non aveva conseguito il minimo di 120 punti FIS per potervi partecipare, nel secondo caso perché il Comitato Olimpico Messicano non ha ammesso l'iscrizione di una nazionale composta da un solo concorrente; è riuscito però a partecipare ai XXI Giochi olimpici invernali di Vancouver 2010 come unico rappresentante del Messico. Il 23 febbraio 2010, all'età di 51 anni, ha concluso al 78º posto la gara di slalom gigante. Ha ottenuto due titoli nazionali messicani nel 2010, in supergigante e in slalom speciale, nelle gare disputate nel gennaio del 2010 a Innerkrems, in Austria. Hohenlohe era l'unico messicano iscritto e si è piazzato rispettivamente 42º e 40º; la FIS ha tuttavia omologato le gare.

#### Stagioni 2011-2025
Il 19 febbraio 2011 ha partecipato, a 52 anni e 17 giorni, allo slalom dei Mondiali di Garmisch-Partenkierchen, giungendo 61º. Nel 2013 ha partecipato ai Mondiali di Schladming (56º nello slalom speciale), nel 2014 ai XXII Giochi olimpici invernali di Soči 2014, senza concludere la prova di slalom speciale e nel 2015 ai Mondiali di Vail/Beaver Creek senza qualificarsi per la prova di slalom gigante e classificandosi 46º nello slalom speciale.
Ai Mondiali di Sankt Moritz 2017 non ha completato lo slalom speciale, a quelli di Åre 2019 non si è qualificato per la finale né dello slalom gigante, né dello slalom speciale, a quelli di Cortina d'Ampezzo 2021 si è qualificato alla finale di slalom gigante, a quelli di Courchevel/Méribel 2023 non ha completato né slalom gigante né la prova di qualificazione dello slalom speciale e a quelli di Saalbach-Hinterglemm 2025 si è classificato 105º nello slalom gigante e 80º nello slalom speciale.

#### Palmarès

##### Coppa del Mondo
- Miglior piazzamento in classifica generale: 42º nel 1982

##### Campionati messicani
- 3 medaglie[8]:
  - 2 ori (supergigante, slalom speciale nel 2010)
  - 1 argento (slalom speciale nel 2023)

### Carriera artistica

#### Fotografia
Amico di Andy Warhol fin dal 1979, Hohenlohe ha esposto le sue opere fotografiche in varie gallerie in giro per il mondo; ha inoltre pubblicato un libro fotografico nel 2008, Urban jungles

#### Musica
Come cantante, Hohenlohe ha inciso cinque album: il primo, Rio - Vienna, uscito nel 1988, ha ottenuto un discreto successo in Spagna, Portogallo, Sudamerica ed Europa centrale, grazie alla canzone di traino I Think I Am. Ha anche prodotto il singolo The Rhythm Divine per Shirley Bassey e Yello.

#### Televisione
Nel 2001 ha partecipato a un episodio della serie televisiva austriaca SOKO Kitzbühel e nel 2009 ha recitato nel film tv tedesco Johanna - Köchin aus Leidenschaft; in carriera ha preso parte a diverse altre produzioni, con piccole apparizioni nel ruolo di se stesso.

## Vita privata
Hohenlohe è sposato con Simona Gandolfi, cugina di Alberto Tomba. Dal matrimonio non sono nati figli: Simona Gandolfi è madre di Rodolfo Gandolfi Bertolini e Rachele Gandolfi Bertolini.

## Discografia

### Album
- Rio - Vienna (1988)
- Busy Going Nowhere (1993), pubblicato con il nome d'arte You Know Who
- Shopping Bags & Religion (2002)
- Spiegelbilder (2002)
- Enter My Universe (2004)

### Singoli
- Hollywood
- I Want Pop (2008)
- America
- Higher Than Mars (2013)

### Video
- Higher Than Mars (2013)
- I Want Pop (2008)
- Life (2006)
- Andy (1994)

## Filmografia parziale
- Johanna - Köchin aus Leidenschaft (film tv), regia di Gloria Behrens (2009)

## Libri
- (DE) Hubertus von Hohenlohe, Urban jungles, TeNeues, 2008, ISBN 3-8327-9250-3.

## Ascendenza
|                                                         |                           |                                                          | Genitori                                             |  |  | Nonni |  |  | Bisnonni                           |  |  | Trisnonni                      |  |
|                                                         |                           |                                                          |                                                      |  |  |       |  |  | Gottfried von Hohenlohe-Langenburg |  |  | Louis von Hohenlohe-Langenburg |  |
|                                                         |                           |                                                          |                                                      |  |  |       |  |  | Gottfried von Hohenlohe-Langenburg |  |  | Louis von Hohenlohe-Langenburg |  |
|                                                         |                           | Gabriele von Trauttmansdorff-Weinsberg                   |                                                      |  |  |       |  |  | Gottfried von Hohenlohe-Langenburg |  |  |                                |  |
| Maximilian Egon von Hohenlohe-Langenburg                |                           |                                                          |                                                      |  |  |       |  |  | Gottfried von Hohenlohe-Langenburg |  |  |                                |  |
|                                                         |                           | Anna von Schönborn-Buchheim                              | Erwin von Schönborn-Buchheim                         |  |  |       |  |  |                                    |  |  |                                |  |
|                                                         |                           | Anna von Schönborn-Buchheim                              | Erwin von Schönborn-Buchheim                         |  |  |       |  |  |                                    |  |  |                                |  |
|                                                         |                           | Anna von Schönborn-Buchheim                              | Franziska von Trauttmansdorff-Weinsberg              |  |  |       |  |  |                                    |  |  |                                |  |
| Alfonso von Hohenlohe-Langenburg                        |                           | Anna von Schönborn-Buchheim                              |                                                      |  |  |       |  |  |                                    |  |  |                                |  |
|                                                         |                           | Manuel Adrián de Yturbe y del Villar                     | Francisco María de Yturbe y Anciola                  |  |  |       |  |  |                                    |  |  |                                |  |
|                                                         |                           | Manuel Adrián de Yturbe y del Villar                     | Francisco María de Yturbe y Anciola                  |  |  |       |  |  |                                    |  |  |                                |  |
|                                                         |                           | Manuel Adrián de Yturbe y del Villar                     | Cipriana del Villar y Baquero                        |  |  |       |  |  |                                    |  |  |                                |  |
| María de la Piedad de Yturbe y von Scholtz-Hersmendorff |                           | Manuel Adrián de Yturbe y del Villar                     |                                                      |  |  |       |  |  |                                    |  |  |                                |  |
|                                                         |                           | María de la Trinidad von Scholtz-Hermensdorff y Caravaca | Enrique von Scholtz-Hermensdorff y Caravaca          |  |  |       |  |  |                                    |  |  |                                |  |
|                                                         |                           | María de la Trinidad von Scholtz-Hermensdorff y Caravaca | Enrique von Scholtz-Hermensdorff y Caravaca          |  |  |       |  |  |                                    |  |  |                                |  |
|                                                         |                           | María de la Trinidad von Scholtz-Hermensdorff y Caravaca | María Carlota de Behr y Grund                        |  |  |       |  |  |                                    |  |  |                                |  |
| Hubertus von Hohenlohe-Langenburg                       |                           | María de la Trinidad von Scholtz-Hermensdorff y Caravaca |                                                      |  |  |       |  |  |                                    |  |  |                                |  |
|                                                         | Karl Emil von Fürstenberg | Karl Egon IV von Fürstenberg                             |                                                      |  |  |       |  |  |                                    |  |  |                                |  |
|                                                         | Karl Emil von Fürstenberg | Karl Egon IV von Fürstenberg                             |                                                      |  |  |       |  |  |                                    |  |  |                                |  |
|                                                         | Karl Emil von Fürstenberg | Dorothea de Talleyrand-Périgord                          |                                                      |  |  |       |  |  |                                    |  |  |                                |  |
| Tassilo von Fürstenberg                                 | Karl Emil von Fürstenberg |                                                          |                                                      |  |  |       |  |  |                                    |  |  |                                |  |
|                                                         |                           | Marie Festetics von Tolna                                | Denis Festetics von Tolna                            |  |  |       |  |  |                                    |  |  |                                |  |
|                                                         |                           | Marie Festetics von Tolna                                | Denis Festetics von Tolna                            |  |  |       |  |  |                                    |  |  |                                |  |
|                                                         |                           | Marie Festetics von Tolna                                | Caroline Zichy de Zich et Vásonkeö                   |  |  |       |  |  |                                    |  |  |                                |  |
| Ira von Fürstenberg                                     |                           | Marie Festetics von Tolna                                |                                                      |  |  |       |  |  |                                    |  |  |                                |  |
|                                                         |                           | Edoardo Agnelli                                          | Giovanni Agnelli                                     |  |  |       |  |  |                                    |  |  |                                |  |
|                                                         |                           | Edoardo Agnelli                                          | Giovanni Agnelli                                     |  |  |       |  |  |                                    |  |  |                                |  |
|                                                         |                           | Edoardo Agnelli                                          | Clara Boselli                                        |  |  |       |  |  |                                    |  |  |                                |  |
| Clara Agnelli                                           |                           | Edoardo Agnelli                                          |                                                      |  |  |       |  |  |                                    |  |  |                                |  |
|                                                         |                           | Virginia Bourbon del Monte                               | Carlo Bourbon del Monte, IV principe di San Faustino |  |  |       |  |  |                                    |  |  |                                |  |
|                                                         |                           | Virginia Bourbon del Monte                               | Carlo Bourbon del Monte, IV principe di San Faustino |  |  |       |  |  |                                    |  |  |                                |  |
|                                                         |                           | Virginia Bourbon del Monte                               | Jane Allen Campbell                                  |  |  |       |  |  |                                    |  |  |                                |  |
|                                                         |                           | Virginia Bourbon del Monte                               |                                                      |  |  |       |  |  |                                    |  |  |                                |  |